# Initiative Christlicher Orient
Die Initiative Christlicher Orient (Abkürzung ICO) ist ein von der österreichischen Katholischen Bischofskonferenz anerkannter Verein zur Förderung christlicher Minderheiten im Orient. Die ICO pflegt Beziehung zu den verschiedenen christlichen Kirchen im Nahen und Mittleren Osten. Sie hat ihren Sitz in Linz.

## Geschichte
Die ICO wurde 1989 von Hans Hollerweger als „Initiative Christlicher Orient – Freunde des Tur Abdin“ gegründet. Seit 2009 ist der Verein ein Hilfswerk mit Spendenabsetzbarkeit, sowie ein ordentliches Mitglied der Koordinierungsstelle der Österreichischen Bischofskonferenz für internationale Entwicklung und Mission (KOO). Anlass der Gründung war die Auswanderung syrisch-orthodoxer Christen aus der Osttürkei, vorwiegend aus dem Gebiet des Tur Abdin. Die Initiative vermittelt materielle und ideelle Hilfe für die ausgewanderten Christen und motiviert einige zur Rückkehr. Mit Hilfe von ICO konnten im Lauf der Jahre zahlreiche christliche Familien in ihre Heimat rückgeführt werden und ihnen entsprechende wirtschaftliche Unterstützung gegeben werden.
Die Tätigkeit von ICO weitete sich nach dem Irak-Kuweit-Krieg auf den ganzen Nahen und Mittleren Osten aus.

## Aufgabe
Die ICO pflegt die Beziehung zu katholischen, orthodoxen und altorientalischen christlichen Kirchen im Orient durch Einladungen von Bischöfen, Patriarchen und anderen Verantwortlichen dieser Kirchen nach Österreich und durch Exkursionen zu diesen Kirchen vor Ort. Durch ausgedehnte Fördertätigkeit konnte bereits vielen christlichen Gemeinden maßgeblich geholfen werden. In Österreich finden Bildungsveranstaltungen, Vorträge, jährliche Konferenzen mit Experten und von der Krise des Nahen und Mittleren Osten unmittelbar Betroffenen aus dem Orient statt.
ICO gibt die Zeitschrift Information Christlicher Orient heraus und berichtet alle zwei Monate über die Christen im Orient und ihre Traditionen.

## Weblink
- Initiative Christlicher Orient und Freunde des Turabdin